# ベルント・フェルスター
ベルント・フェルスター（Bernd Förster、本名:ベルンハルト・ゲオルク・ヨーゼフ・フェルスター、Bernhard Georg Josef Förster、1956年5月3日 -）は、ドイツ出身の元サッカー選手。ポジションはDF。

## 経歴
1974年にSVヴァルトホーフ・マンハイム で選手キャリアをスタートさせると、1975年からバイエルン・ミュンヘンへ移籍。1976年からは1.FCザールブリュッケンへ移籍し2シーズン在籍したが、クラブが2部リーグへ降格した事を受け、実弟のカールハインツ・フェルスターが所属するVfBシュトゥットガルトへ移籍。1986年に現役を引退するまで同クラブに在籍し、ブンデスリーガ通算では291試合出場25得点を記録、バイエルン時代には2度のリーグ制覇（1975、1976）とUEFAチャンピオンズカップ制覇を経験、シュトゥットガルト時代には1984年のリーグ制覇に貢献した。
西ドイツ代表としては1979年に代表デビューを飾ると実弟のカール＝ハインツと共にレギュラーに定着し、翌1980年のUEFA欧州選手権1980優勝、1982年のFIFAワールドカップ・スペイン大会準優勝に貢献した。その後、1984年のUEFA欧州選手権1984にも出場したが、1次リーグ敗退に終わり今大会を最後に代表から引退。1979年から1984年の間に国際Aマッチ33試合に出場した。

## エピソード
- 実弟のカールハインツ・フェルスターとは、所属クラブのVfBシュトゥットガルトや西ドイツ代表で長年共にプレーを続けた。また弟のカール＝ハインツは兄のベルントが1986年に現役引退すると同時にフランスのオリンピック・マルセイユへ移籍している。